# Dos Madres
Pour plus de détails, voir Fiche technique et Distribution.
Dos Madres est un film dramatique espagnol, portugais et français réalisé par Victor Iriarte et sorti en 2023,.

## Fiche technique
Sauf indication contraire, les informations mentionnées dans cette section peuvent être confirmées par la base de données cinématographiques IMDb,  présente dans la section « Liens externes ».
- Titre original : Sobre todo de noche
- Réalisation : Victor Iriarte
- Scénario : Victor Iriarte, Andrea Queralt et Isa Campo
- Musique : Aránzazu Calleja et Maite Arroitajauregi
- Photographie : Pablo Paloma
- Son : Alazne Ameztoy et Iosu Gonzalez Etxabe
- Montage : Ana Pfaff
- Costumes : Susana Abreu et Maria Barbalho
- Production : Isa Campo, Tamara Garcia Iglesias, Maria Gomez, Victor Iriarte, Isaki Lacuesta, Andrea Queralt, Ivan Saldaña et Katixa Silva
  - Production associée : Pablo Iraola
  - Coproduction : Pandora da Cunha Telles
- Sociétés de production : 4 à 4 Prodctions, Ukbar Filmes et La Termita Films
- Société de distribution : Shellac
- Pays de production :  Espagne,  Portugal et  France
- Langue originale : espagnol
- Genre : drame
- Durée : 109 minutes
- Dates de sortie :
  - Italie : 2 septembre 2023 (Mostra de Venise)
  - Espagne : 
    - 22 octobre 2023 (Valladolid)
    - 1er décembre 2023 (en salles)

  - Portugal : 28 mai 2024
  - France : 17 juillet 2024

## Distribution
- Lola Dueñas : Vera
- Ana Torrent : Cora
- Manuel Egozkue : Egoz

## Sortie

### Accueil critique
En France, le site Allociné propose une moyenne de 3,5⁄5, d'après l'interprétation de 12 critiques de presse.

## Distinctions

### Récompense
- Festival du film espagnol Cinespaña de Toulouse 2023 : Prix de la meilleure réalisation[4]

### Nominations
- Prix Gaudí 2024 : meilleur scénario original, meilleure actrice dans un second rôle pour Ana Torrent et meilleur montage

### Sélections
- Mostra de Venise 2023 : sélection en section Giornate degli Autori
- Festival du cinéma méditerranéen de Montpellier 2023 : sélection en section Panorama